# Гаварагет
Гаварагет (арм. Գավառագետ) — река в Армении, впадает в Малый Севан. Длина 24 км, площадь бассейна 480 км². Средний расход воды — 3,5 м³/с. Высота устья — 1898 м над уровнем моря. Высота истока — 3320 м над уровнем моря.
Образуется на северном склоне горы Спитакасар Гегамского хребта. В нижнем течении протекает по равнинной местности, образуя долину, расположенную на берегу озера между двумя невысокими вулканическими грядами. Поверхность долины сложена осадочными породами.
Воды используются для орошения. На реке построена ГЭС.
На Гаварагете расположен город Гавар, а также село Норадуз, известное крупнейшим ансамблем хачкаров.